# 1986년 대한민국의 영화 목록
다음은 1986년에 개봉됐던 대한민국의 영화 목록이다.

## 목록
- 3색스캔들
- 5학년 3반 청개구리들
- 87 맨발의 청춘
- 88짝궁들
- LA 용팔이
- 가까이 더 가까이
- 가을을 남기고 간 사랑
- 가을장미
- 각시탈
- 겁없는 아이
- 겨울 나그네
- 공포의 축제
- 금달래
- 길소뜸
- 깜보
- 날개달린 녀석들
- 납자루떼
- 내시
- 눈짓에서 몸짓까지
- 늪에서 늪으로
- 단
- 달빛타기
- 돌아이 2
- 뛰는자 나는자
- 말괄량이 대행진
- 몸 전체로 사랑을
- 물레방아
- 밀림의 대탈출
- 밤의 요정
- 방황하는 별들
- 벽과 벽사이에
- 변강쇠
- 불춤
- 비내리는 영동교
- 빨간 하이힐
- 빨간앵두 3
- 뽕
- 사랑의 미로
- 삿갓 쓴 장고
- 생과 사의 그 순간
- 서울손자병법
- 서울흐림 한때 비
- 설마/설마가 사람잡네
- 수렁에서 건진 내 딸 2
- 스잔나의 체험
- 신의 아들
- 심형래의 탐정큐
- 아라한
- 야훼의 딸
- 어울렁 더울렁
- 엘리베이터 올라타기
- 여곡성
- 여로
- 여왕벌
- 여자가 밤을 두려워 하랴
- 여자의 대지에 비를 내려라
- 열병시대
- 영웅연가
- 오늘만은 참으세요
- 오사까 대부
- 왜불러
- 외계에서 온 우뢰매 2
- 욕망의 거리
- 우뢰매 : 외계에서 온 우뢰매
- 유혹시대
- 이장호의 외인구단
- 입을 연 석류
- 자유부인 2
- 작은 고추
- 작은 사랑의 노래
- 젊은 밤 후회없다
- 중광의 허튼소리
- 차라리 불덩이가 되리
- 청(블루스케치)
- 초야에 타는 강
- 춤추는 딸
- 태
- 투명인간
- 티켓
- 푸른하늘 은하수
- 화녀도정
- 화랭이
- 화려한 유혹
- 황진이
- 흐린뒤 안개
- 흑룡 통첩장

## 참고 자료
- KOFIC 영화데이터베이스